# Латинизация румынского языка
Латинизация румынского языка (также известная как повторная латинизация румынского языка) — процесс в истории румынского языка, в ходе которого он усилил свои романские черты в XVIII и XIX веках. В ходе этого процесса румыны приняли латинский алфавит вместо кириллицы и переняли лексические заимствования, в основном из французского, но также из латинского и итальянского языков. В результате этого процесса были созданы неологизмы (для вновь введённых объектов или понятий), появились синонимы некоторых славянских и других заимствований, усилились некоторые романские синтаксические особенности румынского языка. Латинизация является частью периода модернизации румынского языка, который привёл к унификации литературного языка на основе старорумынского языка и разработке первых академических нормативных работ.
Некоторые лингвистические исследования подчеркивают, что использование этого термина неуместно, поскольку он объединяет более масштабный процесс модернизации языка с более экстремальным и, в конечном итоге, безуспешным, потоком устранения нелатинских влияний и, во-вторых, отсутствием у термина точность может привести к путанице, поскольку латинский характер румынского языка был замечен, по крайней мере, с XV века.

## Предыстория

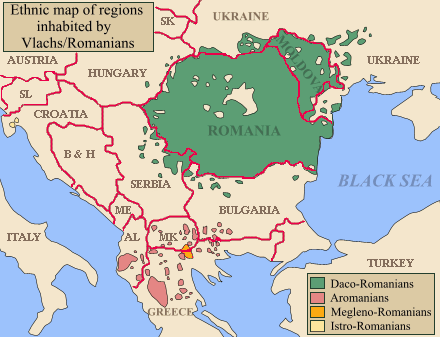
Географическое распространение четырех восточно-романских языков в начале XX века

Румынский язык — это романский язык, на котором говорят около 25 миллионов человек. Это официальный язык Румынии и Молдавии, который имеет также официальный статус в Воеводине (в Сербии). Этнические румыны также живут в Украине и Венгрии. Значительные румынские диаспоры возникли в других европейских странах (особенно в Италии и Испании), а также в Северной Америке, Австралии и Израиле. Румынский тесно связан с тремя другими балканскими романскими языками, арумынским (или македо-румынским), мегленорумынским и истрорумынским, все они происходят от общего проторумынского языка. Румынский язык делится на два основных диалекта: северный диалект, на котором говорят в Молдавии, северной Трансильвании, Мармароше и Банате, и южный диалект в Валахии, но переходные варианты также существуют в Олтении и Трансильвании.
Происхождение румын до сих пор является предметом научных дискуссий. В основе дебатов лежит постоянное присутствие румын на землях, которые сейчас образуют Румынию к северу от Нижнего Дуная. Учёные, которые предполагают, что римская провинция Дакия (которая существовала к северу от реки около 165 лет) была важным местом этногенеза румын, принимают непрерывность к северу от Дуная, теория также поддерживается учёными, которые считают, что истоки румын включали территории, расположенные не только в Дакии, но и в районах к югу от Дуная (которые веками находились под властью римлян). Учёные, опровергающие эти теории, предполагают, что этногенез румын начался в южно-дунайских провинциях, а предки румын не селились на землях к северу от Нижнего Дуная до 11 века.
Румынский язык развился на территориях, которые были изолированы от других романских языков более тысячи лет. Эта географическая изоляция привела к развитию ряда специфических особенностей. Например, палатализированные зубные согласные (особенно «z») заменили непалатализованные согласные в глаголах. Количество румынских слов, непосредственно унаследованных от латыни (около 1 550-2 000, в зависимости от источника), аналогично другим романским языкам и мало по сравнению со средневековым греческим языком (который содержал около 3 000 латинских корней). Румынский, наряду с испанским и португальским, сохранил больше архаичных лексических элементов латыни, чем другие романские языки, скорее всего, из-за их периферийного положения. Например, классическое латинское слово, обозначающее красивый (лат. formosus), все ещё можно обнаружить в румынском рум. frumos, португальском порт. formoso и испанском исп. hermoso, но оно было заменено терминами, происходящими от другого латинского слова, лат. bellus во французском (фр. beau) и итальянском (итал. bello).
Румынский язык имеет общие лингвистические черты с нероманскими языками Балканского полуострова, что породило идею «балканского языкового союза». Есть и другие общие черты албанского и румынского языков. Учёные предполагают, что албанский был тесно связан с наиболее вероятными фракийскими или фрако-дакскими субстратами языков, чья романизация привела к развитию румынского или происходит от него. На протяжении веков славянские языки влияли на развитие румынского языка. Румынский заимствовал сотни заимствований из славянских языков, и славянское влияние можно обнаружить в румынской фонологии и морфологии. Румыны также приняли старославянский язык в качестве языка литургии вместе с кириллицей.
Флавио Бьондо был первым учёным, обнаружившим (в 1435 году) лингвистическое родство между румынским и итальянским языками, а также их общее латинское происхождение. Сравнивая румынский с другими романскими языками, лингвисты заметили его особенности, которые можно обнаружить на всех лингвистических уровнях. В начале XIX века словенский лингвист Ерней Копитар предположил, что румынский язык возник в результате релексификации либо древнего балканского языка, либо славянского идиома, вместо того, чтобы напрямую развиваться из вульгарной латыни. Пол Векслер опубликовал аналогичную гипотезу в 1997 году. Лингвист Энтони П. Грант пишет, что гипотеза Векслера не «полностью убедительна», заявляя, что «подъем румынского языка все еще кажется случаем языкового сдвига, аналогичного подъему английского языка в Англии», при этом субстрат в румынском эквивалентен британскому кельтскому, балканский латинский слой похож на англосаксонский, а южнославянский суперстрат играет ту же роль, что и норманнско-французский в английском. Из-за высокой доли славянских заимствований некоторые учёные полагали, что румынский был славянским языком. Лингвист Познер приписывает Фридриху Дицу, который был одним из первых немецких учёных, систематически изучавших романскую филологию, мнение о том, что румынский (валашский) был полуроманским языком в начале XIX века. В своей «Грамматике романских языков» (1836) Диц сохраняет шесть языков романской области, которые привлекают внимание с точки зрения их грамматического или литературного значения: итальянский и румынский, испанский и португальский, провансальский и французский. Все шесть языков имеют свой первый и общий источник на латыни, языке, который «до сих пор неразрывно связан с нашей цивилизацией». Харальд Хаарманн считает, что любое обсуждение положения румынского языка в романской филологии определенно решается грамматикой Дица. После публикации своей «Грамматики романских языков» румынский язык всегда числился среди романских языков. Шиппель отмечает, что, начиная с «Грамматики» Фридриха Дица, романский характер румынского языка не подвергался серьезному сомнению. Вернер Банер заключает, что «со второй половины XIX века романский характер румынского языка следует рассматривать как абсолютно определенное знание», поскольку «румынский с самого начала считался романским языком». Как подчеркивает лингвист Грэм Мэллинсон, «Румынский язык в его различных формах сохраняет достаточно латинского наследия на всех лингвистических уровнях, чтобы претендовать на самостоятельное членство в романской семье».
Повторная латинизация развивалась по-разному в районах, населённых румынами. В Валахии и Молдавии с 1760 по 1820—1830 годы лексическое влияние французского и новогреческого было наиболее значительным, тогда как в Банате и Трансильвании румынский язык заимствовал слова в основном из латинского и немецкого языков. После 1830 года основным источником заимствований стал французский язык.
Если принять во внимание производные от латинских типовых слов, исследования показывают, что «доля полученной группы в общем словарном запасе румынского языка остается неизменной, с почти 80 % типовых слов в словарях, примерно столько же, сколько и в текстах румынского языка XVI—XVII веков до настоящего румынского», заключив, что «лексика старорумынского языка такая же романская, как и лексика современного румынского языка».

## Терминология
Повторная латинизация, как её определяет лингвист Франц Райнер, охватывает «не только заимствования из латыни на всех её этапах, включая средневековую и неолатинскую, но и латинские образования, взятые из других европейских языков». Этот процесс можно обнаружить в истории всех романских языков. В румынской науке Александр Граур, кажется, впервые использовал термин relatinizare в статье 1930 года, имея в виду французское влияние на развитие румынского языка. Годом позже Секстил Пушкариу предложил новый термин, reromanizare, скорее всего потому, что он хотел охватить как прямые заимствования из латыни, так и заимствования из романских языков. В 1978 году Александру Никулеску выбрал термин occidentalizare romanică («романская вестернизация»), а Василе Д. Чара описал этот процесс в 1982 году как «латинско-романское направление в модернизации румынского литературного языка».
Лингвист Мария Алдеа подчеркивает, что термин reromanizare не подходит для описания лингвистического процесса, который с начала XIX века обогатил румынский словарь новыми словами латинского или романского происхождения. Иоана Молдовану-Ченушэ устанавливает различия между «романская вестернизация», которая произошла в Молдавии и Валахии в эпоху Просвещения, и «повторная латинизация», осуществленной представленной трансильванской школой и «течением латинистов». Историк Иоан-Аурел Поп, что неточность терминов может привести к путанице, потому что латинский характер румынского языка был замечен уже в XV веке, что поместило его в группу романских языков.